# Tuřany (okres Cheb)
Obec Tuřany (německy: Thurn) se nachází v okrese Cheb, kraj Karlovarský. Žije zde 142 obyvatel.

## Poloha
Tuřany jsou malá obec 17 kilometrů východně od Chebu a 5 kilometrů jižně od Kynšperku nad Ohří. Tři kilometry na západ se nachází rekreačně oblíbená přehradní nádrž Jesenice.

## Historie
První písemná zmínka o obci pochází z roku 1352. Do dnešních dob v obci přetrval jeden hrázděný statek chebského typu, který je rekonstruovaný a slouží jako restaurace. V jeho blízkosti stojí krucifix z roku 1866. V okolí je několik starších statků, již ne v tak dobrém stavu. Válečný památník osvobození Československa, který byl rekonstruován obecním úřadem, se nachází v blízké vesničce Návrší.

## Obyvatelstvo
Při sčítání lidu v roce 1921 zde žilo 88 obyvatel, všichni německé národnosti. K římskokatolické církvi se hlásilo 87 obyvatel, jeden k evangelické.
| Rok            | 1869 | 1880 | 1890 | 1900 | 1910 | 1921 | 1930 | 1950 | 1961 | 1970 | 1980 | 1991 | 2001 | 2011 |
| -------------- | ---- | ---- | ---- | ---- | ---- | ---- | ---- | ---- | ---- | ---- | ---- | ---- | ---- | ---- |
| Počet obyvatel | 118  | 99   | 81   | 82   | 82   | 88   | 80   | 47   | 36   | 26   | 51   | 59   | 64   | 67   |
| Počet domů     | 16   | 16   | 16   | 14   | 14   | 14   | 14   | 15   | 31   | 5    | 13   | 16   | 17   | 16   |

| Rok            | 1869 | 1880 | 1890 | 1900 | 1910 | 1921 | 1930 | 1950 | 1961 | 1970 | 1980 | 1991 | 2001 | 2011 |
| -------------- | ---- | ---- | ---- | ---- | ---- | ---- | ---- | ---- | ---- | ---- | ---- | ---- | ---- | ---- |
| Počet obyvatel | 474  | 463  | 392  | 375  | 398  | 383  | 375  | 166  | 127  | 84   | 110  | 92   | 109  | 130  |
| Počet domů     | 77   | 78   | 78   | 70   | 72   | 71   | 71   | 70   | 31   | 24   | 30   | 36   | 40   | 45   |

## Památky
- Usedlost čp. 3  - hrázděný statek chebského typu
- Krucifix z roku 1866
- Památník osvoboditelům Československa (v místní části Návrší)

## Doprava
Cesty v obci jsou v dobrém stavu. Do Tuřan je nejlehčí dostat se exitem 156 z dálnice D6. Železnice obcí neprochází, nejbližší zastávka je v Kynšperku nad Ohří.

## Místní části
- Tuřany
- Lipoltov
- Návrší

V letech 1960–1975 k obci patřila i Mokřina.